# Sabal bermudana
Sabal bermudana är en enhjärtbladig växtart som beskrevs av Liberty Hyde Bailey. Sabal bermudana ingår i släktet Sabal och familjen Arecaceae. IUCN kategoriserar arten globalt som starkt hotad.
Artens utbredningsområde är Bermuda. Inga underarter finns listade i Catalogue of Life.